# Serie A1 1962/63
Die Saison 1962/63 war die 29. Spielzeit der Serie A1, der höchsten italienischen Eishockeyspielklasse. Meister wurde zum ersten Mal in der Vereinsgeschichte überhaupt der HC Bozen.

## Modus
Die fünf Mannschaften absolvierten in der Hauptrunde jeweils acht Spiele. Der Erstplatzierte der Hauptrunde wurde Meister. Für einen Sieg erhielt jede Mannschaft zwei Punkte, bei einem Unentschieden gab es einen Punkt und bei einer Niederlage null Punkte.

## Hauptrunde
|    | Klub              | Punkte |
| -- | ----------------- | ------ |
| 1. | HC Bozen          | 13     |
| 2. | SG Cortina        | 12     |
| 3. | HC Diavoli Milano | 10     |
| 4. | HC Ortisei        | 5      |
| 5. | SSV Bozen         | 0      |

## Meistermannschaft
Heini Bacher – Alfredo Coletti – Alberto De Grandi – Franco De Vito – Giuliano Ferraris – Giuliano Frigo – Norbert Koler – Armando Mencarelli – Robert Psenner – Siegfried Schlemmer – Franco Viale. Trainer: Carmine Tucci